# DDR's fodboldlandshold
DDR's fodboldlandshold var et hold under Deutschen Fußball-Verbandes (DFV), udvalgt blandt alle herre-fodboldspillere i DDR til at repræsentere DDR i internationale fodboldturneringer arrangeret af FIFA og UEFA samt i venskabskampe mod andre nationale fodboldforbunds udvalgte hold.

## Historie
DDR's fodboldlandshold spillede sin første kamp 21. september 1952 og spillede efterfølgende 293 officielle landskampe, inden det blev nedlagt i 1990 i forbindelse med Tysklands genforening. Holdet deltog i 1957 for første gang i kvalifikationen til en international slutrunde, nemlig VM i 1958 i Sverige, men trods en sejr over Wales i den første kamp endte DDR sidst i kvalifikationspuljen og kom ikke til VM. Selvom landsholdet med årene blev betydeligt bedre, formåede det kun én gang at kvalificere sig til en slutrunde, VM i 1974 i Vesttyskland, og fik i DDR's befolkning et rygte som holdet, der aldrig kunne præstere, når det virkelig gjaldt.
Den mest succesrige periode var første halvdel af 1970erne, hvor det udover VM-deltagelsen blev til bronze ved OL i München i 1972 og guld ved OL i Montreal i 1976.
Under træner Georg Buschner lignede DDR længe et landshold på vej frem i den internationale top, men efter triumfen i Montreal stagnerede holdet og resultaterne blev atter svingende. I midten af 80'erne var en ny spændende generation af østtyske fodboldspillere på vej frem, men holdet var stadig i udvikling, da landsholdet blev nedlagt i 1990, og det blev derfor det forenede Tyskland, der profiterede af profiler som Andreas Thom, Ulf Kirsten, Matthias Sammer og Thomas Dolls åbenlyse talent.
Fra politisk hold blev fodbolden i DDR prioriteret lavt, og hovedparten af de økonomiske midler gik til individuelle sportsgrene, der kunne generere mange medaljer ved De Olympiske Lege. Det besværliggjorde arbejdet for mange landstrænere, fordi det i perioder kneb med at udvikle spillere i international klasse. Desuden betød de manglende resultater, at landsholdets popularitet i befolkningen sjældent var særligt stor, og mange østtyske fodboldfans støttede i lige så høj grad det langt bedre vesttyske landshold.

## VM-deltagelsen 1974
VM i Vesttyskland blev DDR's eneste deltagelse i en international slutrunde. Holdet kvalificerede sig ved at besætte førstepladsen i en pulje, der også bestod af Rumænien, Finland og Albanien. Den internationale interesse for den østtyske deltagelse voksede voldsomt, da lodtrækningen placerede i samme gruppe som Vesttyskland. Efter en 2-0-sejr over Australien og uafgjort 1-1 mod Chile, var DDR – i lighed med Vesttyskland – allerede kvalificeret til mellemrunden, da de to tysklande mødtes i den med spænding imødesete kamp i Hamburg. Her skabte østtyskerne det største enkeltresultat i landsholdets historie med en sensationel 1-0-sejr over værtsnationen, og specielt målskytten Jürgen Sparwasser huskes stadig for bedriften.
Men dermed var det også slut med de store resultater for landstræner Georg Buschners hold, der i mellemrunden tabte 0-1 til Brasilien og 0-2 til Holland, inden det sluttede sin eneste VM-slutrunde med at spille 1-1 mod Argentina.
VM-truppen 1974
1. Jürgen Croy (Sachsenring Zwickau)
2. Lothar Kurbjuweit (FC Carl Zeiss Jena)
3. Bernd Bransch (FC Carl Zeiss Jena)
4. Konrad Weise (FC Carl Zeiss Jena)
5. Joachim Fritsche (1. FC Lokomotov Leipzig)
6. Rüdiger Schnuphase (Rot-Weiß Erfurt)
7. Jürgen Pommerenke (1. FC Magdeburg)
8. Wolfram Löwe (1. FC Lokomotiv Leipzig)
9. Peter Ducke (FC Carl Zeiss Jena)
10. Hans-Jürgen Kreische (Dynamo Dresden)
11. Joachim Streich (Hansa Rostock)
12. Siegmar Wätzlich (Dynamo Dresden)
13. Reinhard Lauck (Dynamo Berlin)
14. Jürgen Sparwasser (1. FC Magdeburg)
15. Eberhard Vogel (FC Carl Zeiss Jena)
16. Harald Irmscher (FC Carl Zeiss Jena)
17. Erich Hamann (Vorwärts Frankfurt)
18. Gerd Kische (Hansa Rostock)
19. Wolfgang Seguin (1. FC Magdeburg)
20. Martin Hoffmann (1. FC Magdeburg)
21. Wolfgang Blochwitz (FC Carl Zeiss Jena)
22. Werner Friese (1. FC Lokomotiv Leipzig)

Træner: Georg Buschner

## Hjemmebane
Nogen fast hjemmebane havde landsholdet ikke. Især venskabskampe, samt kvalifikationskampe mod ”små” nationer blev spillet på skift rundt om i landet. De attraktive landskampe blev som oftest afviklet på et af landets to største stadions; Stadion der Weltjugend i Østberlin og Zentralstadion i Leipzig. Sidstnævnte, med plads til 100.000 tilskuere, udviklede sig efterhånden til DDR-fodboldens højborg, ikke mindst som følge af den store fodboldinteresse hos befolkningen i Leipzig.

## Landstrænere
- 1952-53: Willi Oelgardt (3 kampe)
- 1954: Hans Siegert (3 kampe)
- 1955-57: Janos Gyarmati (10 kampe)
- 1958-59: Fritz Gödicke (10 kampe)
- 1959-61: Heinz Krügel (11 kampe)
- 1961-67: Karoly Soos (43 kampe)
- 1967-69: Harald Seeger (15 kampe)
- 1970-81: Georg Buschner (126 kampe)
- 1982-83: Rudolf Krause (19 kampe)
- 1983-88: Bernd Stange (60 kampe)
- 1988-89: Manfred Zapf (10 kampe)
- 1989-90: Eduard Geyer (13 kampe)

## Flest landskampe
- 1. Joachiam Streich (102)
- 2. Hans-Jürgen Dörner (100)
- 3. Jürgen Croy (94)
- 4. Konrad Weise (86)
- 5. Eberhard Vogel (74)
- 6. Bernd Bransch (72)
- 7. Peter Ducke (68)
- 8. Martin Hoffmann (66)
- 8. Lothar Kurbjuweit (66)
- 10. Ronald Kreer (65)

## Flest mål
- 1. Joachim Streich (55)
- 2. Eberhard Vogel (25)
- 2. Hans-Jürgen Kreische (25)
- 4. Rainer Ernst (20)
- 5. Henning Frenzel (19)
- 6. Jürgen Nöldner (16)
- 6. Andreas Thom (16)
- 6. Martin Hoffmann (16)
- 9. Peter Ducke (15)
- 9. Jürgen Sparwasser (15)